# 沁园街道 (济源市)
沁园街道，是中华人民共和国河南省济源市下辖的一个乡镇级行政单位。

## 行政区划
沁园街道下辖以下地区：
东马蓬社区、西留村社区、东留村社区、屯军头社区、南夫人头社区、东夫人头社区、御驾庄社区、河合社区、马庄社区、赵礼庄社区、邱礼庄社区、中礼庄社区、宗庄社区、沁园社区、世纪苑社区、兴华社区、济水苑社区居民委会、园丁苑社区居民委会、富康苑社区居民委会和济河苑社区居民委会。